# Kadell Daniel
Kadell Ebony Daniel (Londra, 3 giugno 1994) è un calciatore guyanese con cittadinanza britannica, centrocampista del Croydon Athletic e della nazionale guyanese.

## Carriera

### Nazionale
Ha partecipato alla CONCACAF Gold Cup 2019.